# 大阪駅北地区

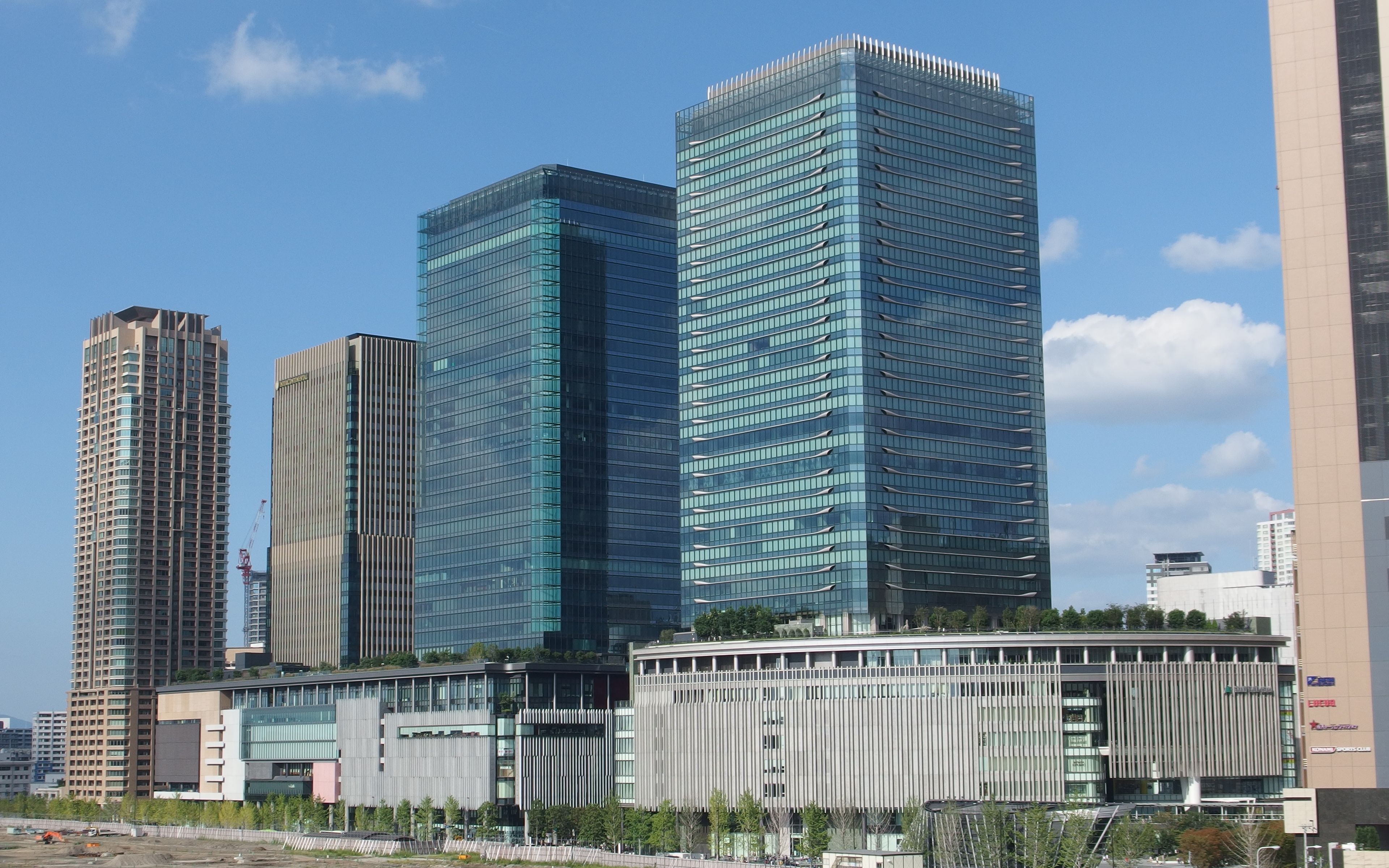
グランフロント大阪（2014年）

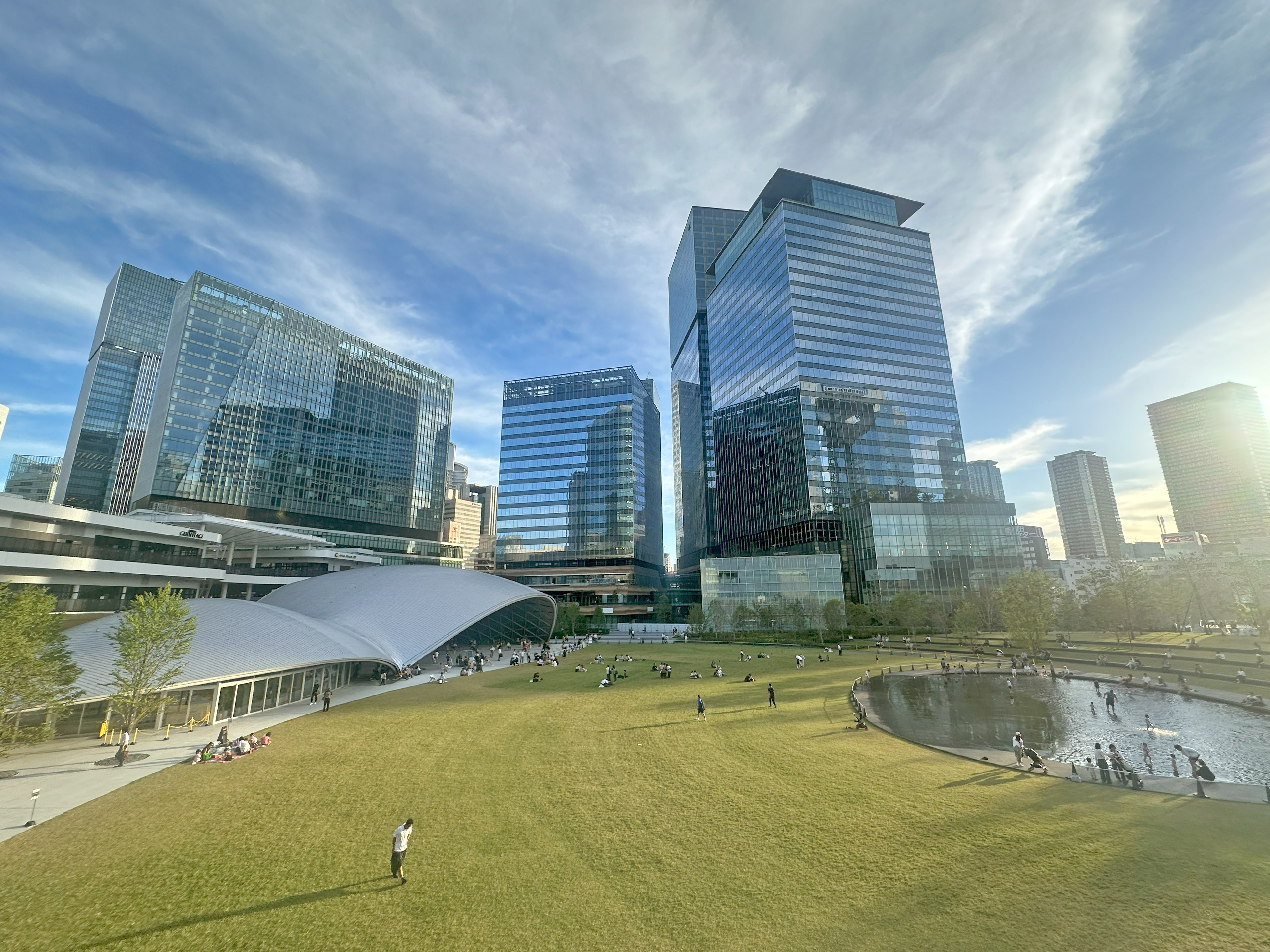
グラングリーン大阪（2024年）

大阪駅北地区（おおさかえききたちく）は、JR大阪駅の北側にあった梅田貨物駅を中心とする地域のことである。通称「梅田北ヤード」。特定都市再生緊急整備地域（都市再生特別地区の適用可能地域）に指定されており、現在再開発が進められている。再開発地域は大阪市北区大深町の大部分を占めている（なお、この地域を梅田の北側に位置していることから北梅田と呼ぶ場合もある）。
再開発を行う地域全体の新しい名称は「うめきた」（梅北）と2011年に実施された公募・投票により決定、2013年4月に開業した先行開発区域（うめきた1期地区）の施設名は「グランフロント大阪（GRAND FRONT OSAKA）」である。都市公園やオフィスビル、ホテルなどで構成される後発開発区域（うめきた2期地区）の名称は「グラングリーン大阪（GRAND GREEN OSAKA）」に決定し、現在建設が進められている。2024年9月に一部開業、2027年春に全面開業の予定。

## 概要
大阪駅・梅田駅近郊の開発中の商業区域であり、大阪駅北側にあった梅田貨物駅付近のコンテナヤードは"大阪最後の一等地"であるといわれている。梅田北ヤードの総面積は約24ha（ヘクタール）で、そのうち約7 haが先行売却され、先行開発区域としてグランフロント大阪が2013年4月に開業した。また、北ヤード隣接地の旧大阪鉄道管理局跡（一時期、JR西日本本社）には、2001年11月に商業複合施設「ヨドバシ梅田」が開業している。
発展が著しいことから、2022年の公示地価では、大阪駅に近いグランフロント大阪南館（大深町4-20）が大阪市の商業地としての最高価格地点を記録している。

## 梅田北ヤード（うめきた）の開発
近畿の産学官で構成する「大阪駅北地区街づくり推進協議会」では、同地を市民が憩いを楽しめるゾーンと産業活性化のためのゾーン、商業施設のゾーンなどに分けて整備を進めていくことがまとまった（関連記事2　大阪日日新聞掲載）。最初は東側の区域を先行開発区域と位置づけて2005年度の着工を目指し（2013年4月に開業）、西側はそれから5年前後遅れて整備を進める予定という（2015年度から）。

### 貨物機能移転問題
梅田北ヤードの約70%の面積を占める梅田貨物駅を、吹田操車場跡地（50.2ha）への全面移転する当初の計画に、騒音・大気汚染などを懸念していた地元が反発した。そのため1999年に、大阪市内にある百済貨物駅（13.6ha）に貨物駅機能の半分を移転させることで事業主体の国鉄清算事業団（現：鉄道建設・運輸施設整備支援機構）、関係自治体などが基本協定を結び、環境影響評価などの手続きが進められていた。そして、2006年2月10日に関係5者の間で貨物機能移転計画の着手合意協定書が締結され、2006年度の早期に全面着工することが決まり、2010年度中に貨物機能の移転を完了する予定となった。
しかし、吹田市の「住民投票を求める吹田市民ネットワーク」などの移転に反対する市民団体・住民は住民投票を求めており、住民投票条例案の提案に必要な約6,000人分を上回る約4万人分の署名を集め、条例の制定を吹田市に直接請求した。このため、阪口善雄吹田市長は条例案制定に反対する意見書を付けて臨時議会を招集し、2006年4月17日から審議していたが、2006年4月24日に建設委員会において採決が行われ、委員8人中5人が反対票を投じ反対多数で否決された。また、2006年4月26日に吹田市の臨時議会で住民投票条例案の採決が行われたが、反対票24・賛成票11により反対多数で否決され、これにより移転問題は決着した。

## 周辺の開発
JR大阪駅周辺の梅田地区では、2000年代後半から百貨店の立て替えなどによる再開発が各所で行われている。

### 三越伊勢丹
現在のルクア1100
大阪駅再開発事業となる「大阪ステーションシティ」が2011年5月に開業した。北ヤードに面する北側には高さ150メートル(m)の高層オフィスを含む複合ビル「ノースゲートビルディング」が完成、テナントには百貨店の三越やシネマコンプレックス、フィットネスクラブなどが入居する予定であったが、百貨店については三越伊勢丹ホールディングスが出資するジェイアール西日本伊勢丹が運営し、店名は「JR大阪三越伊勢丹」となった。その後、業績不振により同店は2015年4月1日に閉店。翌日からは「ルクア1100」としてリニューアルオープンし、隣接する「ルクア」と一体的な商業施設「LUCUA osaka」として運営されている。

### アクティ大阪増築計画
大丸梅田店
さらに2005年1月、大阪駅南側のアクティ大阪に隣接する形で地上15階建てのビルを増築させることが決まり、ここに大丸梅田店が増床出店、当初の売り場面積（4万平方メートル（m2））の1.6倍に当たる6.4万m2相当の売り場面積に拡大することが発表された。愛称も新たに「サウスゲートビルディング」として2011年3月に完成、その後大丸梅田店も同年4月19日にグランドオープンした。

### 阪急百貨店うめだ本店
阪急百貨店うめだ本店も、これらの再開発計画や施設の老朽化が著しいことなどを受けて2005年2月に同梅田店を地上41階地下2階建て、高さ187mのオフィスビルをはじめとする、新・梅田阪急ビルに一新することを発表した。阪急百貨店では工事期間中も引き続き営業しつつ段階を追って改築工事を進め、まず南側部分を同年夏から取り壊し・改築が行われ、2009年9月3日に第1期分が先行開業した（オフィスタワーを含めた南側部分は、翌2010年4月に竣工）。その後、残る北側部分の取り壊し・改築が行われ、2012年11月21日にグランドオープンした。

## 沿革

### 2012年以前

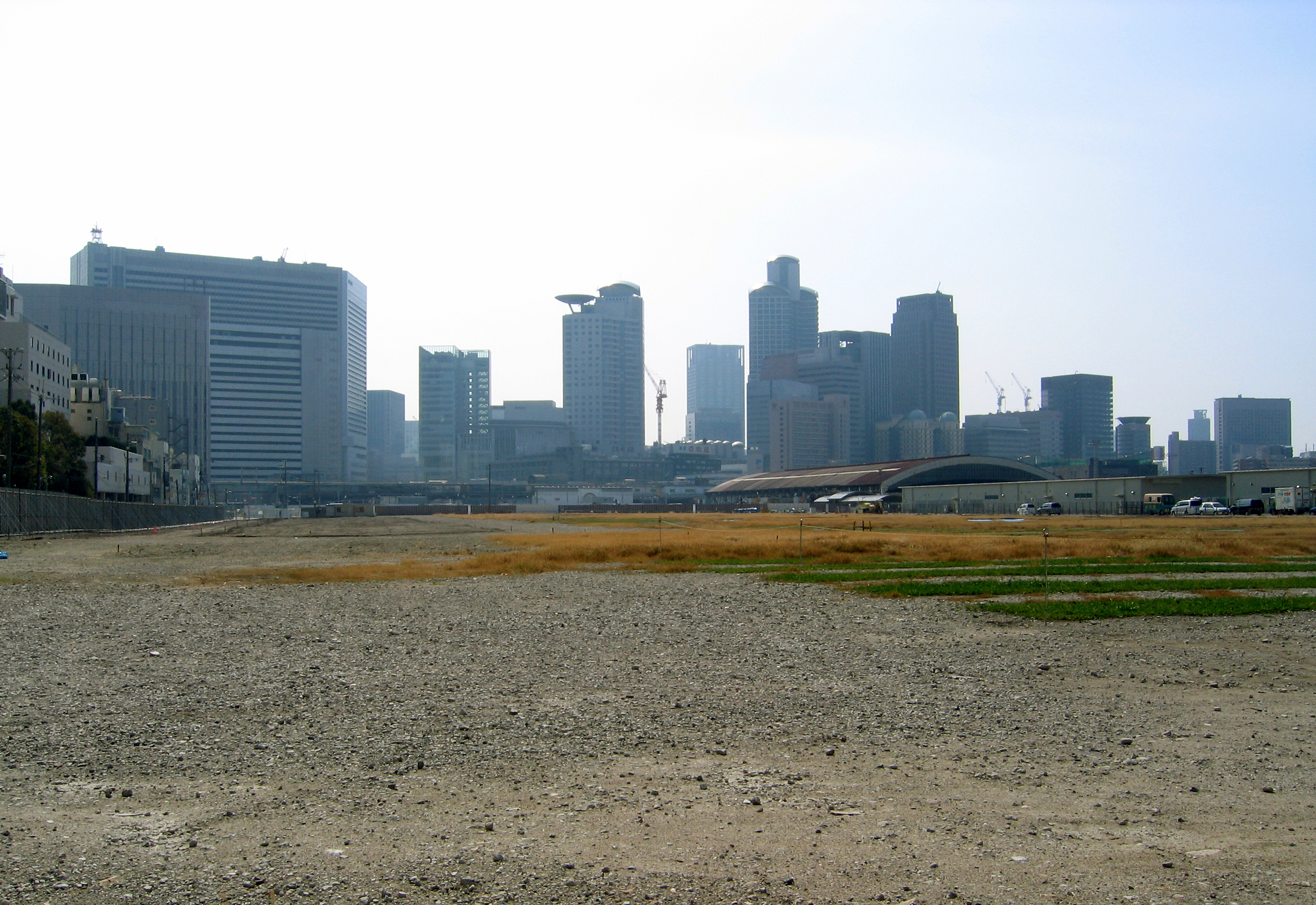
大阪駅北地区（2007年）

- 1987年 - 国鉄が民営化され、当時の国鉄清算事業団は赤字解消のため梅田貨物駅売却を決める。貨物機能を吹田操車場跡地へ移転させる計画が発表。大阪のテレビ局5局を集めるという「メディアシティ・フォーラム」などの再開発計画が進む。
- 1992年 - 旧大阪鉄道管理局（ヨドバシカメラマルチメディア梅田がある土地）が取り壊され更地になる。バブル崩壊、貨物駅移転予定先（吹田市）での反対運動などで再開発計画が停滞。
- 1994年 - 鉄道管理局跡地にゴルフドームが建設される。
- 1996年 - ゴルフドームが解体され更地になる。
- 1997年 - 鉄道管理局跡地の入札で、ヨドバシカメラが三越を押さえ落札。
- 1998年 - 翌年にかけ、百済・吹田への貨物機能移転計画が具体化する。
- 1999年 - 国鉄清算事業団と関係自治体などの間で基本協定が結ばれ、吹田操車場跡地へ貨物機能の半分を受け入れ、後の半分は百済貨物駅に移転することで合意。
- 2001年 - ヨドバシカメラマルチメディア梅田が開店。
- 2002年 - 「大阪駅北地区国際コンセプト」コンペティション開催。
- 2003年 - 国際コンペティションの結果が発表され、大阪市による大阪駅北地区全体構想を公表。
- 2004年
  - 3月、大阪駅北地区まちづくり推進協議会設立。大阪市が大阪駅北地区基本計画を公表。
- 2005年
  - 10月29日 - 大阪駅北地区の開発が始まる。同日、着工記念式開催。
  - 11月1日 - 先行開発地区の「ナレッジ・キャピタル・ゾーン」への入居者募集開始。
  - 12月 - 大阪市が先行開発区域の容積率を200%から最大800%に緩和すること決める。
- 2006年
  - 2月10日 - 鉄道・運輸機構、日本貨物鉄道（JR貨物）、吹田市、摂津市、大阪府ら関係5者の間で貨物機能移転計画の着手合意協定書が締結。協定書には、貨物取扱量年間100万トン以内、中継貨物量年間45万トン以内、始発・終発の列車本数1日12本以内、出入のトラック運行台数1日1000台以内、といった配慮規定が含まれている。
  - 2月14日 - 鉄道・運輸機構とUR都市機構西日本支社が、先行開発区域B地区の開発事業者の第1次募集（先行2段階選定方式）を2月27日まで行い、23社と1個人が応募。
  - 3月〜4月 - 貨物機能の吹田移転に関し、吹田市の市民団体が署名を集め、住民投票条例の制定を求めて吹田市に直接請求。臨時議会において住民投票条例案の是非を審議したが、建設委員会及び臨時議会にて反対多数で否決され、移転問題が決着。
  - 5月1日 - 先行開発区域B地区の開発事業者の第2次募集を5月8日まで行い、4社が応募。
  - 5月31日 - 先行開発区域B地区の入札が行われ、オリックス不動産を中心にNTT都市開発、積水ハウス、阪急電鉄、三菱地所、住友商事、ナレッジ・キャピタル開発特定目的会社（東京建物と住友信託銀行の特別目的会社（SPC））、新日鉄都市開発、日本土地建物の9社のグループが開発事業者に決まる。オリックス不動産が代表者、落札価格は不明。
  - 7月5日 - オリックス不動産を代表者とする9社グループが、UR都市機構西日本支社との間で先行開発区域B地区の土地譲渡予約契約を結ぶ。
  - 7月27日 - 鉄道・運輸機構とUR都市機構西日本支社が、先行開発区域A・C地区の募集条件を提示する。
  - 9月 - 先行開発区域A・C地区の開発事業者の募集を行う。
  - 10月5日 - 先行開発区域A・C地区の開発事業者の募集が締め切られ、4組の企業連合が応募した。
  - 11月1日 - 先行開発区域A・Cゾーンの開発事業者が、三菱地所を代表者とする、NTT都市開発、大阪駅北地区開発特定目的会社（オリックス不動産、関電不動産、新日鉄都市開発、住友商事、住友信託銀行、竹中工務店、東京建物、日本土地建物のSPC）、積水ハウス、ノースアセット特定目的会社（大林組のSPC）、阪急電鉄の12社のグループに決定。落札価格は非公表。
  - 11月上旬 - 先行開発区域A・C地区の土地売買契約を結ぶ。
- 2007年
  - 6月 - B地区の土地譲渡契約締結。先行開発区域A・B・C地区の土地の引渡しを行う。
- 2009年
  - 10月 - Bブロック北側のビル（33階建て）に計画しているホテルについて、インターコンチネンタルホテルズグループと進出交渉を行なっていると報道される。ブランドは、最高級ブランドの「インターコンチネンタル」となる模様[6]。
  - 12月 - 日本サッカー協会が梅田北ヤードスタジアム構想を発表。
- 2010年
  - 3月30日 - 先行開発区域の工事が着工。
  - 6月 - NTT西日本、パナソニックや大阪工業大学など40を越える企業や団体が進出を表明[7]。
  - 11月11日 - 米ベンチャー企業シルクロードテクノロジーが日本法人の本社を東京都渋谷区から大阪駅北地区に移転することを表明。
  - 12月31日 - パナソニックが大阪駅北地区の「ナレッジ・キャピタル」に中国、インドなど国内外7か所の生活研究所を統括する拠点を設置する予定を発表。
- 2011年
  - 1月19日 - マレーシアの医療大手ラッフルズ・メディカル・グループが研究開発拠点を設置し、1,000m2規模のクリニック（無床診療所）を開設することを表明[8]。
  - 2月2日 - 公募していた大阪駅北地区（通称・北ヤード）の正式名称が「うめきた」に決定。
  - 4月21日 - 先行開発区域の施設名称が「グランフロント大阪（GRAND FRONT OSAKA）」に決定。合わせてロゴマークも発表。
  - 10月15日 - ナレッジ･キャピタルに京都大学や大阪大学などの6大学と研究機関が参加すると発表[9]。
- 2012年
  - 3月5日 - 2期開発区域について、関西経済同友会が橋下徹大阪市長らが提案する緑地化構想に賛同し、大阪市が土地を買い取って防災機能を備えた広大な緑地にするよう提言した[10]。
  - 3月14日 - 事業主の三菱地所など12社がA・Bブロックのビル3棟の上棟式を行う[11]。
  - 4月11日 - グランフロント大阪に入居するテナントの一部を発表。
  - 8月1日 - IHG・ANA・ホテルズグループジャパンがグランフロント大阪に『インターコンチネンタルホテル大阪』を開業すると発表[12]。
  - 9月19日 - 大阪市が2期開発区域について、幅員40mと決定していた主要道路について、幅員縮小の検討を始めた[13]。
  - 10月3日 - グランフロント大阪の内部が報道陣に公開。同時に商業エリアの概要が発表された[14]。
  - 12月10日 - 関西経済連合会が2期開発区域について、全敷地10万m2のうち4万m2を「民間参加型開発地」と位置づけ、全敷地を緑地化する従来の案を修正した[15]。

### グランフロント大阪の開業
- 2013年
  - 1月16日 - グランフロント大阪の各棟の建物名称を決定[16]。
  - 2月20日 - グランフロント大阪の広場やオープンスペースの名称を決定[17]。
  - 3月15日 - 梅田駅（梅田貨物駅）の営業を終了。
  - 4月9日 - 橋下市長と松井府知事が上京し、菅義偉官房長官、安倍晋三内閣総理大臣と会談[18]。この場で、2期開発区域のうち17haの区画を、国土交通省が所管するUR都市機構が先行取得する案を提示し、国家プロジェクトの一環として位置づけるよう求めた[19]。また、うめきたエリアにおける税制の特例措置などの実施などのまちづくりに関する要望書も提出した[18]。
  - 4月18日 - グランフロント大阪の竣工式を開催[20]。
  - 4月24日 - グランフロント大阪のプレオープンが行われた。
  - 4月26日 - グランフロント大阪がグランドオープン（街開き）[21][22]。
  - 6月5日 - グランフロント大阪北館タワーCに『インターコンチネンタルホテル大阪』が開業[23][24]。

### 2014年以降
- 2014年
  - 1月22日 - うめきた2期区域の地下に計画される新駅（仮称・北梅田駅）と鉄道ルートの新設について、共同事業者の大阪市とJR西日本が事業費の負担に合意。2015年度にも着工予定[25]。
  - 3月27日 - うめきた2期区域の開発計画を提案した国内外の40事業者から、提案が優秀だった20事業者を決めたと大阪市が発表[26]。
- 2015年
  - 3月27日 - 「うめきた2期区域まちづくりの方針」を決定[27] 。
- 2016年
  - 3月2日 - うめきた2期区域用地暫定利用事業者エントリー募集開始[28]。
  - 6月2日 - うめきた2期区域の暫定利用を行う事業者を決定[29][30] 。
  - 9月14日 - 東海道本線支線（梅田貨物線）地下化に関する契約が完了し、翌月からうめきた2期区域内で新駅設置に向けた工事が着手した[31]。
  - 10月7日 - うめきたガーデン開園（うめきた2期区域暫定利用事業者の産経新聞社などが運営）。
- 2018年
  - 7月12日 - うめきた2期区域の開発事業者が三菱地所を代表とする企業連合に決定[32]。
- 2020年
  - 3月25日 - JR西日本が東海道本線支線上に新設する「うめきた（大阪）地下駅」の正式名称を「大阪駅」とすることを発表[33]。
- 2023年
  - 2月13日 - 東海道本線支線の地下化工事が完了、新線に切り替え[34]。
  - 3月18日 - 東海道本線支線に大阪駅（うめきたエリア）が開業。

### 将来の予定
- 2015年度〜2026年度 - 土地区画整理事業[35]。
- 2018年度〜2026年度 - 都市公園事業（防災公園街区整備事業）[35]。
- 2020年度〜2027年度 - うめきた2期開発工事[36]。2024年夏頃に一部先行開業（まちびらき）、2027年度に全体開業予定[37]。